# 효자 정이재 정려
효자 정이재 정려(孝子 鄭以載 旌閭)는 대한민국 충청남도 공주시 탄천면에 있다. 1997년 6월 5일 공주시의 향토문화유적(유형) 제11호로 지정되었다.

## 참고 문헌
- 효자 정이재 정려 보관됨 2018-04-14 - 웨이백 머신 - 공주 문화관광